# Банкострахование
Банкострахование или банкассюранс (фр. Bancassurance) — термин, применяемый в страховании для обозначения ситуации, когда в качестве продавца страховых услуг (страховых продуктов) выступает, в качестве страхового агента, коммерческий банк (за исключением случая, когда объектом страхования является банковский депозит).
Выражается в приобретении уже функционирующих на рынке страховых компаний или организации системы продаж страховых полисов через сеть банковских отделений и филиалов. Банкострахование повышает ликвидность банка, а также позволяет усилить конкуренцию на рынке страховых услуг. Создание банковских трастов, то есть передача в доверительное управление имущества банку, является формой банкассюранса.
Термин «банкассюранс» появился в 70-х годах во Франции и обозначал собой продажу страховых услуг через банковскую филиальную сеть. Антонимом банкассюранса является термин «ассюрбанкинг» (фр. assurbanking) — это ситуация, когда банковские услуги оказываются и распространяются через каналы страховых компаний.
Банкострахование активно применяется в Западной Европе и в России. В США банкассюранс был запрещён в 1933 году законом Гласса — Стиголла и вновь введён в практическую деятельность в 1999 году законом Грэмма — Лича — Блайли. В ряде стран банкострахование и сегодня является запрещённым видом деятельности .

## Виды и типы страхования банкострахования в РФ
В РФ через банки реализуются три крупных блока страховых продуктов.
Первый из них связан напрямую с деятельностью банков - к ним, прежде всего, относятся кредитное страхование и ипотечное страхование.
Кредитное страхование, в свою очередь, включает широкий спектр страховых продуктов - страхование ответственности заёмщика за непогашение кредита, страхование риска непогашения кредита, страхование на случай смерти заёмщика, страхование залога, страхование экспортных кредитов. Как правило, наличие тех или иных видов кредитного страхования (одного или нескольких) является условием для выдачи банком кредита заёмщику.
К этому же блоку относится и страхование банковских карт. 
Второй блок страховых продуктов никак не связан с профильной деятельностью кредитных организаций (банков и МФО) и просто использует их широкую сбытовую (филиальную) сеть и удобную возможность для контактов с потенциальными страхователями. Как правило, такие виды ориентированы на клиентов - физических лиц. Одним из важных свойств страховых продуктов для реализации через банки является их простота и очень короткий цикл продажи - в отличие от страхового агента, сотрудник банка лишён возможности повторного контакта с клиентом, ему необходимо продать ему страхование в один приём. Поэтому для продажи через банки хорошо подходят все виды коробочного страхования (т.е. упрощенных страховых продуктов, не требующих экспертизы при страховании и с заметно ограниченными размерами страхового возмещения).
Третий блок представлен единственным видом - инвестиционным страхованием жизни (ИСЖ). Это страхование похоже на один из видов банковской деятельности (приём депозитов) и банки нередко продают его именно как замену депозиту. Бурный рост ИСЖ в 2016-2019 годах в большой степени формировал рост всего рынка страхования, именно этот вид страхования вывел в лидеры страхового рынка такие компании, как «Сбербанк страхование жизни» (1-е место по итогам 2018 года), АльфаСтрахование-Жизнь (9-е место), Ренессанс жизнь (10-е место), ВТБ Страхование жизни (11-е место) и другие.